# Marck
Marck és un municipi francès situat al departament del Pas de Calais i a la regió dels Alts de França. L'any 2007 tenia 9.123 habitants.

## Demografia

### Població
El 2007 la població de fet de Marck era de 9.123 persones. Hi havia 3.236 famílies de les quals 548 eren unipersonals (268 homes vivint sols i 280 dones vivint soles), 998 parelles sense fills, 1.426 parelles amb fills i 264 famílies monoparentals amb fills.
La població ha evolucionat segons el següent gràfic:
Habitants censats

### Habitatges
El 2007 hi havia 3.401 habitatges, 3.293 eren l'habitatge principal de la família, 22 eren segones residències i 86 estaven desocupats. 3.131 eren cases i 245 eren apartaments. Dels 3.293 habitatges principals, 2.511 estaven ocupats pels seus propietaris, 726 estaven llogats i ocupats pels llogaters i 56 estaven cedits a títol gratuït; 46 tenien una cambra, 107 en tenien dues, 298 en tenien tres, 799 en tenien quatre i 2.044 en tenien cinc o més. 2.532 habitatges disposaven pel capbaix d'una plaça de pàrquing. A 1.429 habitatges hi havia un automòbil i a 1.580 n'hi havia dos o més.

### Piràmide de població
La piràmide de població per edats i sexe el 2009 era:
| Homes | Edats   | Dones |
| ----- | ------- | ----- |
| 0     | 95 o +  | 0     |
| 4     | 90 a 94 | 13    |
| 16    | 85 a 89 | 21    |
| 23    | 80 a 84 | 54    |
| 60    | 75 a 79 | 87    |
| 99    | 70 a 74 | 130   |
| 97    | 65 a 69 | 115   |
| 207   | 60 a 64 | 167   |
| 192   | 55 a 59 | 186   |
| 405   | 50 a 54 | 369   |
| 416   | 45 a 49 | 471   |
| 375   | 40 a 44 | 304   |
| 337   | 35 a 39 | 375   |
| 250   | 30 a 34 | 304   |
| 251   | 25 a 29 | 251   |
| 370   | 20 a 24 | 254   |
| 442   | 15 a 19 | 396   |
| 410   | 10 a 14 | 349   |
| 303   | 5 a 9   | 272   |
| 242   | 0 a 4   | 278   |

## Economia
El 2007 la població en edat de treballar era de 6.195 persones, 4.103 eren actives i 2.092 eren inactives. De les 4.103 persones actives 3.621 estaven ocupades (2.076 homes i 1.545 dones) i 484 estaven aturades (218 homes i 266 dones). De les 2.092 persones inactives 675 estaven jubilades, 641 estaven estudiant i 776 estaven classificades com a «altres inactius».

### Ingressos
El 2009 a Marck hi havia 3.348 unitats fiscals que integraven 9.328,5 persones, la mediana anual d'ingressos fiscals per persona era de 17.477 €.

### Activitats econòmiques
Dels 227 establiments que hi havia el 2007, 6 eren d'empreses alimentàries, 1 d'una empresa de fabricació d'elements pel transport, 9 d'empreses de fabricació d'altres productes industrials, 22 d'empreses de construcció, 67 d'empreses de comerç i reparació d'automòbils, 14 d'empreses de transport, 17 d'empreses d'hostatgeria i restauració, 6 d'empreses financeres, 8 d'empreses immobiliàries, 25 d'empreses de serveis, 33 d'entitats de l'administració pública i 19 d'empreses classificades com a «altres activitats de serveis».
Dels 56 establiments de servei als particulars que hi havia el 2009, 1 era una oficina de correu, 3 oficines bancàries, 1 funerària, 6 tallers de reparació d'automòbils i de material agrícola, 1 taller d'inspecció tècnica de vehicles, 3 autoescoles, 4 guixaires pintors, 5 fusteries, 8 lampisteries, 2 electricistes, 2 empreses de construcció, 8 perruqueries, 2 veterinaris, 5 restaurants, 4 agències immobiliàries i 1 tintoreria.
Dels 22 establiments comercials que hi havia el 2009, 4 eren supermercats, 2 botiges de menys de 120 m², 3 fleques, 4 carnisseries, 1 una botiga de congelats, 1 una peixateria, 1 una llibreria, 1 una botiga de roba, 1 una botiga d'electrodomèstics, 1 una botiga de mobles, 1 una botiga de material de revestiment de parets i terra i 2 floristeries.
L'any 2000 a Marck hi havia 36 explotacions agrícoles que ocupaven un total de 1.958 hectàrees.

## Equipaments sanitaris i escolars
El 2009 hi havia 3 farmàcies i 1 ambulància.
El 2009 hi havia 3 escoles maternals i 4 escoles elementals. Marck disposava d'un col·legi d'educació secundària amb 487 alumnes.
Marck disposava d'un centre de formació no universitària superior de comerç.

## Poblacions més properes
El següent diagrama mostra les poblacions més properes.